# 新塔沃尔然卡农村居民点
新塔沃尔然卡农村居民点（俄语：Новотаволжанское сельское поселение）是俄罗斯联邦别尔哥罗德州舍别基诺区所属的一个农村居民点。其下辖有5个居民点，行政中心为新塔沃尔然卡。据2016年统计，该农村居民点的人口为6143人。